# Michaël Milon
Michaël Milon (Tours, 3 marzo 1972 – Parigi, 13 marzo 2002) è stato un karateka e maestro di karate francese.
È considerato uno dei più famosi karateka europei della fine degli anni novanta.
Nasce in un paese vicino Loches de Tours, in Francia, il 3 marzo 1972, e già all'età di 8 anni comincia ad allenarsi nella disciplina marziale del Karate Shotokan. La sua prima grande vittoria, una medaglia d'oro, arriva nel 1986, quando a soli 14 anni vince il campionato francese di Karate.
La sua dedizione agli insegnamenti marziali non si esaurisce, comunque, nelle competizioni: allenandosi duramente ogni giorno, Milon vive secondo la dottrina marziale che ama. Questa dedizione gli permette di divenire per ben tre volte campione mondiale di kata, la parte del Karate che prevede un'esecuzione solitaria di forme e tecniche, nel 1994, 1996 e 2000.
È campione europeo per ben 10 volte: 4 individuali (dal 1994 al 1997) e 6 in squadra (1991, 1992, e dal 1994 al 1997).
Nel 2002 viene chiamato per un ruolo da attore nel film per la TV francese Koan, dove gli viene ritagliato il ruolo da protagonista. Ma il film uscirà postumo l'8 maggio 2002.
Infatti una carriera così promettente viene spezzata il 13 marzo 2002 quando, ad appena 30 anni, Milon muore a Parigi per un attacco di cuore in seguito ad un'overdose di cocaina.